# Ана Ґастеєр
Ана Ґастеєр (англ. Ana Gasteyer; 4 травня 1967, Вашингтон, Колумбія, США) — американська акторка та комедіантка, найбільш відома за участю у комедійному шоу «Суботнього вечора в прямому етері» та ролями у таких ситкомах як «Передмістя», «Леді Динаміт» та «Люди Землі».

## Життєпис
Народилася 4 травня 1967 року в місті Вашингтоні, округ Колумбія. Її батько, Філ Ґастаєр, був мером міста Корралеса, Нью-Мексико, а мати, Маріана Румел-Ґастейєр, була художницею. По материнській лінії вона має румунське та грецьке коріння.
Ана Ґастеєр закінчила Північно-Західний університет у 1989 році.

## Особисте життя
Ана Ґастеєр у 1996 році вийшла заміж за музиканта Чарльза Маккіттріка. У подружжя двоє дітей, дочка та син.

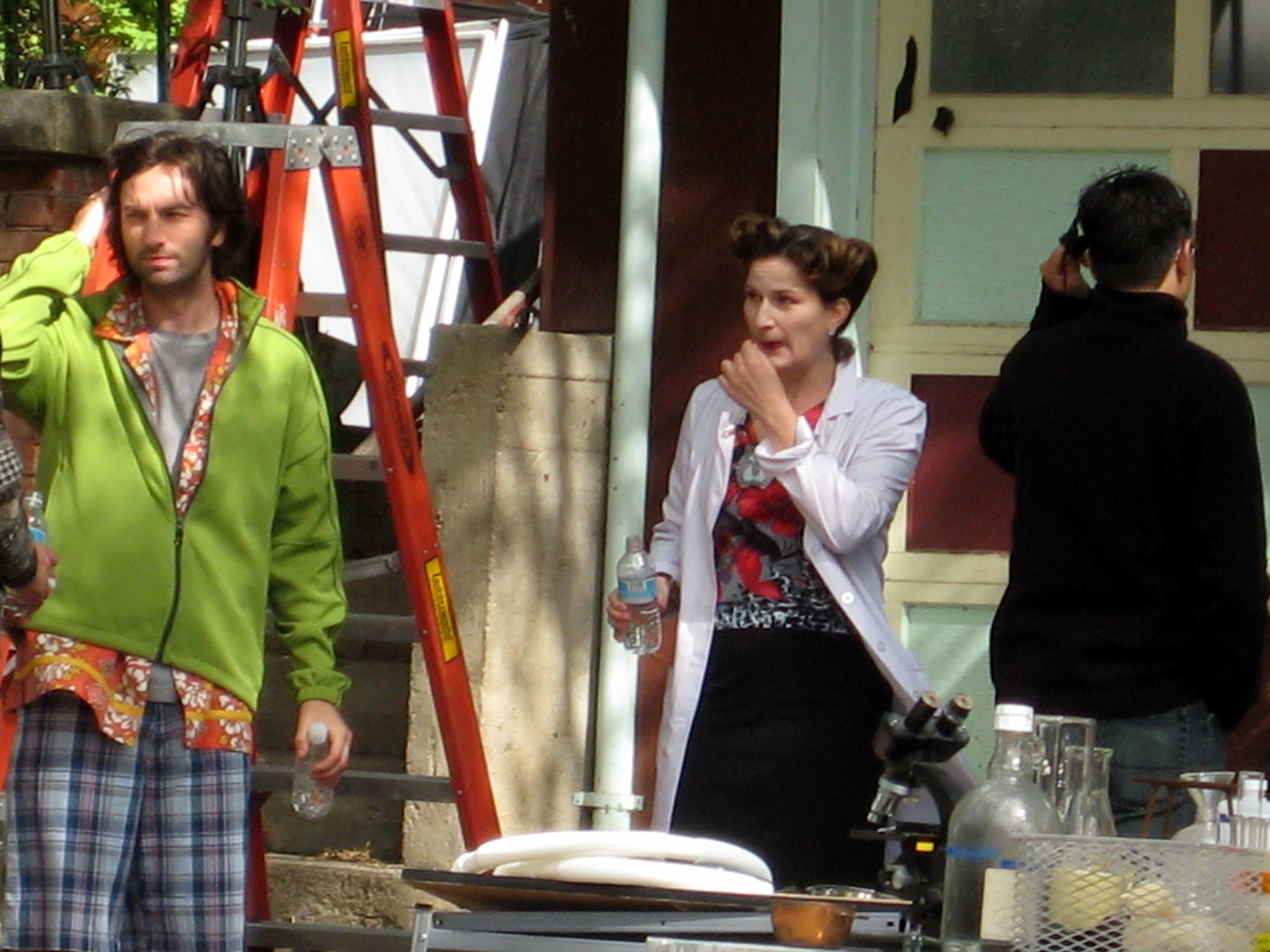
Ана Ґастеєр у 2007 році

## Вибрана фільмографія
| Рік       |    | Українська назва                  | Оригінальна назва                  | Роль                       |
| --------- | -- | --------------------------------- | ---------------------------------- | -------------------------- |
| 2020      | с  | Блудний син                       | Prodigal Son                       | Тільда Карп                |
| 2020      | ф  | Щаслива пора                      | Happiest Season                    | Гаррі Левін                |
| 2019      | ф  | Винна країна                      | Wine Country                       | Кетрін                     |
| 2017      | с  | Відмінні новини                   | Great News                         | Келлі                      |
| 2016—2019 | мс | Левина варта                      | The Lion Guard                     | Рейрей (озвучення)         |
| 2016—2017 | с  | Люди Землі                        | People of Earth                    | Джина Моррісон             |
| 2016—2017 | с  | Леді Динаміт                      | Lady Dynamite                      | Карен Ґрішем               |
| 2015—2016 | мс | Гарві Бікс                        | Harvey Beaks                       | Тара (озвучення)           |
| 2015—2016 | мс | Початок сімейки Крудс             | Dawn of the Croods                 | Міп (озвучення)            |
| 2015      | с  | Юна                               | Younger                            | Мередіт Монтґомері         |
| 2015      | с  | Проєкт «Мінді»                    | The Mindy Project                  | Барб Ґурґлар               |
| 2015      | с  | Дівчата                           | Girls                              | Мелані Шапіро              |
| 2014      | мс | Сім'янин                          | Family Guy                         | Speed Dater (озвучення)    |
| 2014—2020 | с  | Ґолдберґи                         | The Goldbergs                      | міс (Сьюзен) Сіноман       |
| 2013      | ф  | Географічний клуб                 | Geography Club                     | місіс Толес                |
| 2012      | ф  | Курдупель                         | Fun Size                           | мати Рузвельта             |
| 2012      | ф  | Мій пацан                         | That's My Boy                      | vicic Рейвенсдейл          |
| 2012      | ф  | Робот та Френк                    | Robot & Frank                      | продавчиня                 |
| 2011—2014 | с  | Передмістя                        | Suburgatory                        | Шейла Шей                  |
| 2011      | с  | Вгамуй свій запал                 | Curb Your Enthusiasm               | Дженніфер                  |
| 2010—2014 | с  | Гарна дружина                     | The Good Wife                      | суддя Патріс Лесснер       |
| 2010      | с  | Чак                               | Chuck                              | Даша                       |
| 2008      | ф  | Жінки                             | The Women                          | Пат                        |
| 2004      | ф  | Погані дівчиська                  | Mean Girls                         | Бетсі Ґерон                |
| 2002      | с  | Фрейзер                           | Frasier                            | Тріш Гейні                 |
| 2001      | с  | Західне крило                     | The West Wing                      | телефоністка гарячої лінії |
| 2001      | ф  | Що могло бути гірше?              | What's the Worst That Could Happen | Енн Марі                   |
| 2000      | с  | Третя планета від Сонця           | 3rd Rock from the Sun              | Бренд                      |
| 2000      | ф  | Чого хочуть жінки                 | What Women Want                    | Сью Кренстон               |
| 2000      | ф  | Жінка зверху                      | Woman on Top                       | Клаудія Гантер             |
| 1999      | ф  | Подруги президента                | Dick                               | Роуз Мері Вудс             |
| 1998      | с  | Пристреліть мене                  | Just Shoot Me!                     | Епріл                      |
| 1998      | с  | У захваті від тебе                | Mad About You                      | любителька йоґи            |
| 1998      | с  | Закон і порядок                   | Law & Order                        | Моніка                     |
| 1998      | ф  | Разом з Дідлами                   | Meet the Deedles                   | Мел                        |
| 1996      | с  | Поліція Нью-Йорка                 | NYPD Blue                          | Енджі                      |
| 1996—2002 | с  | Суботнього вечора в прямому етері | Saturday Night Live                | різні ролі                 |
| 1996      | с  | Сайнфелд                          | Seinfeld                           | жінка                      |
| 1996      | кф | Маленький домен                   | A Small Domain                     | мати                       |